# Kazungula
Kazungula é uma cidade e um distrito da Zâmbia, localizados na província Sul, na margem do rio Zambeze. Kazungula é ainda sede de um distrito da Zâmbia com o mesmo nome.

## Quase uma fronteira quádrupla

Mapa que mostra a quase quádrupla fronteira Botsuana-Namíbia-Zâmbia-Zimbábue (círculo)

Kazungula fica a 70 km a oeste de Livingstone. Em Kazungula os territórios de quatro países (Zâmbia, Botsuana, Zimbábue e Namíbia) ficam muito próximos de formar uma quádrupla fronteira. Está acordado entre os países que se formam duas tríplices fronteiras separadas por uma linha de 150 metros que forma a fronteira Botsuana-Zâmbia. As alterações do leito do rio e a falta de acordos sobre o assunto antes de 2000 levaram a alguma incerteza no passado sobre se uma quádrupla fronteira realmente existia no local. Assim, o Botsuana tem apenas 150 metros de margem no rio Zambeze, ficando "entalado" na margem sul entre os extremos de Namíbia (neste caso, a Faixa de Caprivi) e o Zimbábue.
O rio Chobe, que divide Namíbia e Botsuana, conflui com o Zambeze perto de Kazungula.